# 말뫼 공항

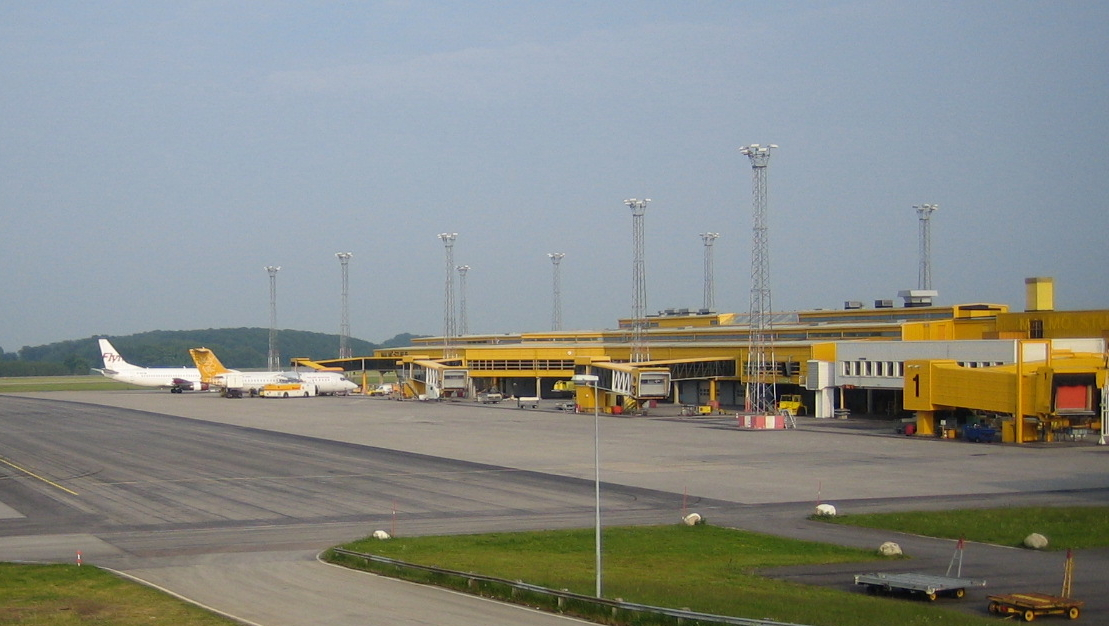

말뫼 공항(Malmö Airport, IATA: MMX, ICAO: ESMS)은 스웨덴에서 4번째로 분주한 국제공항으로, 2019년 승객 수는 1,975,479명이었다. 이 공항은 말뫼에서 동쪽으로 28킬로미터 정도 떨어진, 그리고 룬드에서 남동쪽으로 26킬로미터 정도 떨어진 스베달라시에 위치해 있다.
외레순 다리를 통해 이 공항은 덴마크의 수도 코펜하겐 중심부로부터 약 55킬로미터 지점, 코펜하겐 공항으로부터 47킬로미터 지점에 위치한다.